# Glaphyrus superbus
Glaphyrus superbus är en skalbaggsart som beskrevs av Champenois 1898. Glaphyrus superbus ingår i släktet Glaphyrus och familjen Glaphyridae. Utöver nominatformen finns också underarten G. s. straussi.